# 朱孝純

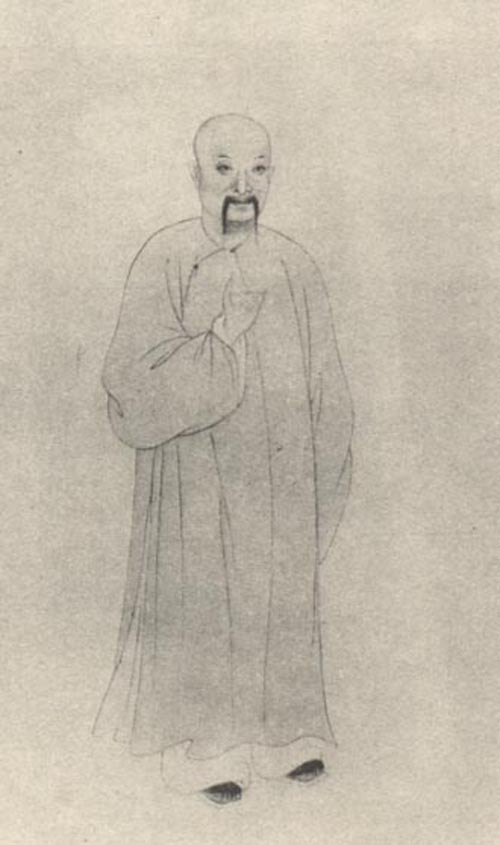
《清代學者象傳》第一集之朱孝纯像

朱孝纯（1729年—1784年），字子颖，号海愚、思堂，漢軍正紅旗人。清朝官员，科举出身。原籍山东东海县（今山东郯城）。善诗画。

## 生平
乾隆二十七年（1762年）举人（时隶正红旗汉军天保佐领下，载《钦定八旗通志：文举》），任四川简州知州，升重庆府、泰安府知府，官至两淮盐运使。
著有《海愚诗钞》（进士姚鼐序，载《钦定八旗通志：艺文志》卷120）、《泰山金石记》等，主编《泰山图志》（乾隆三十九年（1774）刊本）。与进士姚鼐同师从刘大櫆。与扬州八怪之罗聘为诗友，结伴游历泰山（载卢骅《铁岭指画研究》）。
在两淮盐运使任上，有“一水漲渲人語外，萬山青到馬蹄前”名句，重修梅花書院并書“梅花書院”匾额，修節孝、雙忠諸祠，生平载《揚州畫舫錄》卷3。

## 家庭
- 舅公镶黄旗汉军、指画名家高其佩。
- 父康熙五十一年（1712年）壬辰科武进士画家朱倫瀚。
- 长兄朱孝先，善画。
- 长子朱尔庚额（原名友桂，字述堂、耐亭，号白泉），时称朱白泉，任潮州知府、江南盐巡道，善指画。随两广总督百龄剿抚海盗張保仔。交友宗室昭梿，生平载昭梿《啸亭杂录》卷3。包世臣撰墓志铭。